# Jodie Cunnama
Jodie Cunnama (* 23. Juni 1981 in Loughborough als Jodie Ann Swallow) ist eine ehemalige Triathletin aus dem Vereinigten Königreich. Sie ist Studenten-Weltmeisterin (2000), Junioren-Europameisterin (2000), Olympiastarterin (2004) und zweifache sowie Weltmeisterin auf der Triathlon-Langdistanz (2009, 2016). Sie gewann 2010 die Ironman 70.3 World Championships.

## Werdegang
Jodie Swallow war in ihrer Jugend im Schwimmsport aktiv.

Sie betreibt Triathlon seit 2000 und sie wurde nach ihrem Junioren-Europameistertitel 2000 im Jahr 2001 von der ETU als „Erfolgreichste Athletin der Saison“ ausgezeichnet.

### Olympische Sommerspiele 2004
2004 startete sie in Athen bei den Olympischen Spielen, wo sie den 34. Rang belegte.

2005 musste sie verletzungsbedingt für ein Jahr aussetzen. Jodie Swallow studierte an der Loughborough University. Sie wurde trainiert von Brett Sutton.

### Weltmeisterin Triathlon-Langdistanz 2009
Im Oktober 2009 wurde sie Weltmeisterin auf der ITU-Langdistanz (3 km Schwimmen, 80 km Radfahren und 20 km Laufen). Im Juni 2010 wurde Jodie Swallow hinter der Siegerin Virginia Berasategui Zweite bei der Langdistanz Europameisterschaft und im November gewann sie in Florida Ironman 70.3 World Championship.
Von 2011 an startete sie für das Team TBB. In St. George startete sie im Mai 2011 das erste Mal auf der Ironman-Distanz (3,86 km Schwimmen, 180,2 km Radfahren und 42,195 km Laufen) – konnte das Rennen nach einer Fußverletzung aber nicht beenden.
Im Juli 2012 wurde sie in Spanien Dritte bei der Weltmeisterschaft auf der Triathlon-Langdistanz und im August wurde sie in Wiesbaden Vierte bei den Ironman 70.3 European Championships. Sie war bis zu dessen Auflösung im Januar 2013 Mitglied des Abu Dhabi Triathlon Teams. Im Juli 2013 wurde sie in Frankfurt am Main Zweite bei der Ironman European Championship und im August holte sie sich in Schweden ihren ersten Ironman-Sieg.
Beim Ironman Germany belegte sie im Juni 2014 den siebten Rang, womit sie die erforderliche Punktzahl für eine zur Qualifikation für den Ironman Hawaii im Oktober ausreichende Platzierung im Kona Pro Ranking System der veranstaltenden Firma WTC. Im September 2014 wurde sie in Kanada Zweite bei der Ironman 70.3 World Championship und beim Ironman Hawaii belegte Swallow im Oktober den vierten Rang. Im Dezember wurde sie Dritte bei der Challenge Bahrain. Bei diesem erstmals ausgetragenen Rennen wurden die bislang höchsten Preisgelder ausgeschüttet und Swallow sicherte sich in einem sehr starken Starterfeld mit ihrem dritten Rang 25.000 USD.
Seit Anfang des Jahres 2015 startete sie für das neu gegründete Bahrain Elite Endurance Triathlon Team, welches von Chris McCormack geleitet wird. Im März holte sie sich in Südafrika ihren zweiten Sieg bei einem Ironman-Rennen.

### Weltmeisterin Triathlon-Langdistanz 2016
Im Juni 2016 konnte sie in Cairns ihr drittes Ironman-Rennen gewinnen und im September holte sie sich nach 2009 zum zweiten Mal den Titel bei der Weltmeisterschaft auf der Triathlon-Langdistanz. 2016 konnte sie sich erneut für einen Startplatz beim Ironman Hawaii qualifizieren, zusammen mit sieben anderen Athleten aus ihrem Team: Mit den beiden Titelverteidigern Daniela Ryf und Jan Frodeno, mit ihrem Verlobten James Cunnama, David Pleše, Terenzo Bozzone, Brent McMahon und Ben Hoffman. Sie belegte im Oktober den 22. Rang. Im Januar 2017 konnte sie zum siebten Mal in Folge den Ironman 70.3 South Africa gewinnen. Seit 2017 tritt sie nicht mehr international in Erscheinung.

### Privates
Jodie Swallow war seit März 2016 verlobt mit dem Triathleten James Cunnama und im Dezember 2016 heirateten die beiden. Sie startete seitdem als Jodie Cunnama und die beiden leben mit drei gemeinsamen Kindern in Brentwood.

## Sportliche Erfolge
| Datum/Jahr    | Rang | Wettbewerb                                                      | Austragungsort | Zeit        | Bemerkung |
| ------------- | ---- | --------------------------------------------------------------- | -------------- | ----------- | --- |
| 29. Jan. 2017 | 1    | Ironman 70.3 South Africa                                       | East London    | 04:39:49    | |
| 10. Juli 2016 | 1    | Ironman 70.3 Jönköping                                          | Jönköping      | 04:19:19    | |
| 24. Jan. 2016 | 1    | Ironman 70.3 South Africa                                       | East London    | 04:23:28    | |
| 5. Dez. 2015  | 4    | Ironman 70.3 Bahrain                                            | Manama         | 03:49:08    | drittes Rennen der „Challenge Triple-Crown-Serie“ – das Rennen musste witterungsbedingt als Duathlon ausgetragen werden |
| 20. Sep. 2015 | 1    | Ironman 70.3 Lanzarote                                          | Lanzarote      |             | |
| 2. Mai 2015   | 3    | Ironman 70.3 St. George                                         | St. George     | 04:21:32    | |
| 27. Feb. 2015 | 4    | Challenge Dubai                                                 | Dubai          | 04:13:35    | beim ersten Rennen der „Challenge Triple-Crown-Serie“                                                                   |
| 25. Jan. 2015 | 1    | Ironman 70.3 South Africa                                       | East London    | 04:30:54    | fünfter Sieg in Folge mit neuem Streckenrekord                                                                          |
| 6. Dez. 2014  | 3    | Challenge Bahrain                                               | Bahrain        | 03:58:39    | bei der Erstaustragung                                                                                                  |
| 7. Sep. 2014  | 2    | Ironman 70.3 World Championship                                 | Mont-Tremblant | 04:11:43    | |
| 31. Aug. 2014 | 3    | Hy-Vee Triathlon 5150                                           | Des Moines     | 01:56:09    | U.S. Championships |
| 15. Juni 2014 | 1    | Ironman 70.3 Boulder                                            | Boulder        | 04:07:37    | |
| 3. Mai 2014   | 2    | Ironman 70.3 St. George                                         | St. George     | 04:12:29    | US-Championships |
| 26. Jan. 2014 | 1    | Ironman 70.3 South Africa                                       | East London    | 04:37:00    | |
| 1. Sep. 2013  | 2    | Challenge Walchsee-Kaiserwinkl                                  | Walchsee       |             | |
| 23. Juni 2013 | 2    | Challenge Aarhus                                                | Aarhus         | 04:21:16    | Zweite auf der Halbdistanz                                                                                              |
| 20. Jan. 2013 | 1    | Ironman 70.3 South Africa                                       | Buffalo City   | 04:34:30    | |
| 12. Aug. 2012 | 4    | Ironman 70.3 Germany                                            | Wiesbaden      | 04:42:26    | Ironman 70.3 European Championship                                                                                      |
| Juli 2012     | 2    | Ironman 70.3 Muncie                                             | Muncie         | 02:14:55    | |
| 9. Juni 2012  | 1    | Ironman 70.3 Boise                                              | Boise          |             | |
| 22. Jan. 2012 | 1    | Ironman 70.3 South Africa                                       | Buffalo City   | 04:39:01    | |
| 23. Jan. 2011 | 1    | Ironman 70.3 South Africa                                       | Buffalo City   | 04:39:19    | [ 12 ] |
| 13. Nov. 2010 | 1    | Ironman 70.3 World Championship                                 | Clearwater     | 04:06:28    | |
| 17. Okt. 2010 | 1    | ITU Triathlon World Cup                                         | Tongyeong      | 02:01:38    | [ 13 ] |
| 29. Aug. 2010 | 1    | Almere Premium European Cup                                     | Almere         | 02:01:44    | |
| 24. Juli 2010 | 7    | ITU World Championship Series 2010                              | London         | 01:52:45    | beim 5. Rennen der Serie                                                                                                |
| 21. März 2010 | 2    | Ironman 70.3 Singapore                                          | Singapur       | 04:26:32    | zweiter Rang hinter der Schweizerin Caroline Steffen                                                                    |
| 13. Sep. 2009 | 27   | ITU World Championship Series 2009                              | Gold Coast     | 02:03:34    | |
| 2. Aug. 2009  | 3    | London Triathlon                                                | London         | 01:56:53    | |
| 22. März 2009 | 1    | Ironman 70.3 Singapore                                          | Singapur       | 04:19:10    | [ 16 ] |
| 10. Aug. 2008 | 3    | London Triathlon                                                | London         | 01:59:57    | |
| 1. Dez. 2007  | 4    | BG Triathlon World Cup                                          | Eilat          | 02:03:26    | [ 17 ] |
| 25. Aug. 2004 | 34   | Olympische Spiele 2004                                          | Athen          | 02:15:06,78 | |
| 3. Aug. 2003  | 1    | London Triathlon                                                | London         | 02:00:23    | |
| 22. Juli 2001 | 3    | ITU Short Distance Triathlon World Championship Junior Women    | Edmonton       | 02:04:44    | Dritte bei der Weltmeisterschaft – hinter der Siegerin Nicola Spirig                                                    |
| 5. Aug. 2000  | 1    | FISU World University Triathlon Championships                   | Tiszaújváros   | 01:59:15    | |
| 8. Juli 2000  | 1    | ETU Short Distance Triathlon European Championship Junior Women | Stein          | 01:04:15    | Triathlon-Europameisterin Junioren                                                                                      |

| Datum/Jahr    | Rang | Wettbewerb                                         | Austragungsort    | Zeit     | Bemerkung |
| ------------- | ---- | -------------------------------------------------- | ----------------- | -------- | --- |
| 8. Okt. 2016  | 22   | Ironman Hawaii                                     | Hawaii            | 09:49:22 | |
| 24. Sep. 2016 | 1    | ITU Long Distance Triathlon World Championships    | Oklahoma          | 06:37:11 | Weltmeisterin auf der Triathlon-Langdistanz (4 km Schwimmen, 120 km Radfahren und 30 km Laufen)                                                                                           |
| 12. Juni 2016 | 1    | Ironman Cairns                                     | Cairns            | 09:06:17 | dritter Ironman-Sieg – mit neuem Streckenrekord |
| 10. Apr. 2016 | DNF  | Ironman South Africa                               | Port Elizabeth    | –        | Rennabbruch nach Sturz auf der Radstrecke – mit gebrochenem Ellbogen |
| 10. Okt. 2015 | DNF  | Ironman Hawaii                                     | Hawaii            | –        | |
| 29. März 2015 | 1    | Ironman South Africa                               | Port Elizabeth    | 09:26:56 | zweiter Ironman-Sieg |
| 11. Okt. 2014 | 4    | Ironman Hawaii                                     | Hawaii            | 09:10:19 | Ironman-Weltmeisterschaft |
| 6. Juli 2014  | 7    | Ironman Germany                                    | Frankfurt am Main | 09:08:44 | Ironman European Championship |
| 6. Apr. 2014  | 3    | Ironman South Africa                               | Port Elizabeth    | 09:33:59 | |
| 12. Okt. 2013 | DNF  | Ironman Hawaii                                     | Hawaii            | –        | Aufgabe auf der 13. Laufmeile wegen Wasser-Salz-Dysbalance |
| 17. Aug. 2013 | 1    | Ironman Sweden                                     | Kalmar            | 08:54:01 | erster Ironman-Sieg mit persönlicher Bestzeit – mit über 23 Minuten Vorsprung auf die Zweitplatzierte Eva Nyström                                                                         |
| 7. Juli 2013  | 2    | Ironman Germany                                    | Frankfurt am Main | 08:58:43 | Ironman-Vize-Europameisterin |
| 29. Juli 2012 | 2    | ITU Long Distance Triathlon World Championships    | Vitoria-Gasteiz   | 05:33:43 | Vize-Weltmeisterin auf der Triathlon-Langdistanz O3 (4 km / 120 km / 30 km) |
| 3. März 2012  | 6    | Abu Dhabi International Triathlon                  | Abu Dhabi         | 07:10:29 | |
| 7. Mai 2011   | DNF  | Ironman St. George                                 | St. George        | –        | |
| 28. Juli 2010 | 1    | Triathlon EDF Alpe d’Huez                          | Alpe d’Huez       |          | Siegerin auf der langen Distanz (2,2 km Laufen, 115 km Radfahren und 22 km Laufen) |
| 26. Juni 2010 | 2    | ETU Long Distance Triathlon European Championships | Vitoria-Gasteiz   | 06:19:02 | Zweite und Vize-Europameisterin auf der Langdistanz O3 (4 km Schwimmen, 120 km Radfahren und 30 km Laufen)                                                                                |
| 25. Okt. 2009 | 1    | ITU Long Distance Triathlon World Championships    | Perth             | 04:07:38 | Triathlon-Weltmeisterin 2009 auf der Langdistanz O2 (3 km Schwimmen, 80 km Radfahren und 20 km Laufen) – mit über 11 min Vorsprung auf die Zweitplatzierte, die Australierin Rebekah Keat |

(DNF – Did Not Finish)